# Campionato femminile (hockey su pista)
Il Campionato italiano femminile è attualmente l'unica categoria del campionato italiano di hockey su pista femminile. Il torneo viene organizzato dalla Lega Nazionale Hockey su mandato della Federazione Italiana Sport Rotellistici.
Il campionato è organizzato dal 1986 dalla Federazione Italiana Hockey e Pattinaggio sulla base delle iscrizioni ricevute.

Qualora le iscrizioni siano pari o superiori alle 6 società partecipanti il campionato viene considerato ufficiale e, definito quale Campionato Italiano, la società vincente può fregiarsi dello scudetto.

Nel caso in cui le società partecipanti fossero inferiori al numero minimo ammesso per l'assegnazione del titolo italiano, la FIHP si riserva di indirlo non ufficialmente quale torneo promozionale a soli fini propagandistici.

## Storia
L'attività sportiva femminile in ambito hockey su pista è sempre stata a livello dilettantistico.
Il campionato è nato su richiesta di tre società partecipanti ai campionati italiani maschili perché alcune ragazze che sapevano pattinare, essendo state per diversi anni iscritte al pattinaggio artistico e avendo seguito sempre con molto interesse i campionati nazionali di hockey maschili, avevano chiesto alla propria società di imparare a giocare.
La federazione nell'accogliere la loro richiesta, non avendo un numero di società sufficiente per indire un campionato italiano organizzò il 1° Trofeo Nazionale Femminile che si svolse nell'aprile del 1987.
Il successo della manifestazione fu tale che all'inizio della stagione successiva (1987-1988) il numero delle società iscritte salì subito a 14 squadre ed ebbe tutti i crismi per l'assegnazione del primo titolo italiano.
Il tasso tecnico delle ragazze salì in breve tempo e quando il C.E.R.H. (Comité Européen de Rink-Hockey) istituì nel 1989 il primo Campionato Europeo Femminile l'Italia, schierata ai nastri di partenza con una formazione ben preparata, fu la protagonista e dopo il 4º posto colto alla prima edizione vinse le due successive manifestazioni ufficiali del 1991 e 1993.
Con il passare degli anni, non avendo un continuo ricambio generazionale basato sullo sviluppo del settore giovanile, a partire dalla metà degli anni novanta molte ragazze che avevano raggiunto un notevole livello tecnico lasciarono l'attività sportiva per motivi professionali. Lo sviluppo dell'attività sportiva delle squadre meridionali delle province di Bari, Matera e Salerno (Skater's e Ragazze di Molfetta, Pattinomania di Matera, Salerno e Roller Salerno) e delle squadre sarde cagliaritane (Ottoruote Carbonia, Skating e Tabasco Cagliari) e l'aumento delle iscrizioni di squadre toscane e trivenete controbilanciò la mancata iscrizione di molte squadre.
Nel decennio successivo la categoria subì il trend negativo dell'hockey su pista e le ridotte iscrizioni portarono alla perdita del titolo di campionato italiano costringendo la federazione a organizzare solo tornei promozionali, od addirittura sopprimere tale manifestazione.
Tuttavia, nella seconda metà del primo decennio del ventunesimo secolo si è assistito ad un avvicinamento del gentil sesso allo sport rotellistico: ciò è culminato con la possibilità di reintrodurre ufficialmente il campionato a partire dalla stagione 2012-2013.
La manifestazione si è svolta presso gli impianti messi a disposizione dal Sandrigo Hockey, grazie alla partecipazione di sei compagini: Bassano, Amatori Breganze, Lodi, SPV Viareggio, CRESH Eboli e Pattinomania Matera. Visto il riscontro positivo seguito alla reintroduzione del campionato, è stato possibile reintrodurre anche la Coppa Italia, le cui fasi finali si sono svolte a Matera. Entrambi i trofei sono stati vinti dall'Hockey Bassano; i secondi posti sono stati raggiunti da Viareggio (campionato) e da Matera (Coppa).
Secondo regolamento, con la nuova istituzione del campionato, sarà possibile riprendere l'attività legata alla Nazionale e partecipare ai futuri impegni europei e mondiali.

## Albo d'oro
| Edizione  | Vincitore           |
| --------- | ------------------- |
| 1986-1987 | Rollen Pordenone    |
| 1987-1988 | Skaters' Molfetta   |
| 1988-1989 | Rollen Pordenone    |
| 1989-1990 | Rollen Pordenone    |
| 1990-1991 | Skaters' Molfetta   |
| 1991-1992 | Ragazze Molfetta    |
| 1992-1993 | Skaters' Molfetta   |
| 1993-1994 | Skaters' Molfetta   |
| 1994-1995 | Ragazze Molfetta    |
| 1995-1996 | Skaters' Molfetta   |
| 1996-1997 | Ragazze Molfetta    |
| 1997-1998 | Skating Cagliari    |
| 1998-1999 | Ragazze Molfetta    |
| 1999-2000 | Skaters' Molfetta   |
| 2000-2001 | Skaters' Molfetta   |
| 2001-2002 | Torneo promozionale |
| 2002-2003 | Roller Bassano      |
| 2003-2004 | Amatori Breganze    |

| Edizione  | Vincitore              |
| --------- | ---------------------- |
| 2004-2005 | Amatori Breganze       |
| 2005-2006 | Amatori Breganze       |
| 2006-2008 | Tornei promozionali    |
| 2008-2012 | Edizioni non disputate |
| 2012-2013 | Bassano                |
| 2013-2014 | Bassano                |
| 2014-2015 | Matera                 |
| 2015-2016 | Real Breganze          |
| 2016-2017 | Real Breganze          |
| 2017-2018 | Matera                 |
| 2018-2019 | Pesaro                 |
| 2019-2020 | Titolo non assegnato   |
| 2020-2021 | Roller Matera          |
| 2021-2022 | Valdagno               |
| 2022-2023 | Roller Matera          |
| 2023-2024 | Roller Matera          |
| 2024-2025 | Roller Matera          |

### Riepilogo vittorie per squadra
Il presente riepilogo considera solo le edizioni ufficiali e non tiene conto delle edizioni classificate come torneo promozionale.
| Squadra           | Titoli | Edizioni                                                                    |
| ----------------- | ------ | --------------------------------------------------------------------------- |
| Skaters' Molfetta | 7      | 1987-1988, 1990-1991, 1992-1993, 1993-1994, 1995-1996, 1999-2000, 2000-2001 |
| Real Breganze     | 5      | 2003-2004, 2004-2005, 2005-2006, 2015-2016, 2016-2017                       |
| Ragazze Molfetta  | 4      | 1991-1992, 1994-1995, 1996-1997, 1998-1999                                  |
| Roller Matera     | 4      | 2020-2021, 2022-2023, 2023-2024, 2024-2025                                  |
| Rollen Pordenone  | 3      | 1986-1987, 1988-1989, 1989-1990                                             |
| Bassano           | 2      | 2012-2013, 2013-2014                                                        |
| Matera            | 2      | 2014-2015, 2017-2018                                                        |
| Skating Cagliari  | 1      | 1997-1998                                                                   |
| Roller Bassano    | 1      | 2002-2003                                                                   |
| Pesaro            | 1      | 2018-2019                                                                   |
| Valdagno          | 1      | 2021-2022                                                                   |